# Lista de navios da Segunda Guerra Mundial (A)
A Lista de navios da Segunda Guerra Mundial contém grandes embarcações militares da guerra, organizadas em ordem alfabética e por tipo. A lista inclui navios armados que serviram durante a guerra e no período imediatamente posterior, incluindo operações de combate em andamento, rendições de guarnições, ocupação pós-rendição, re-ocupação de colônia, repatriação de tropas e prisioneiros, até o final de 1945. Para embarcações menores, veja também a lista de navios da Segunda Guerra Mundial com menos de 1000 toneladas. Alguns navios Eixo incompletos estão incluídos, por interesse histórico. Os navios são designados para o país sob o qual operaram durante o período mais longo da Segunda Guerra Mundial, independentemente de onde foram construídos ou histórico de serviço anterior. Submarinos mostram deslocamento submerso.
| Navio                | País                                                              | Classe              | Tipo                                    | Toneladas | Primeiro comissionamento | Destino |
| -------------------- | ----------------------------------------------------------------- | ------------------- | --------------------------------------- | --------- | ------------------------ | --- |
| Aaron Ward (DD-483)  | Marinha dos Estados Unidos                                        | Gleaves             | contratorpedeiro                        | 1,630     | 4 de março de 1942       | Afundado em 7 de abril de 1943                                                                                               |
| Aaron Ward (DM-34)   | Marinha dos Estados Unidos                                        | Smith               | contratorpedeiro minelayer              | 2,200     | 28 de outubro de 1944    | Desmantelado em 1946 |
| Abbot (DD-629)       | Marinha dos Estados Unidos                                        | Fletcher            | contratorpedeiro                        | 2,050     | 23 de abril de 1943      | Descomissionado em 1965, desmantelado em 1975                                                                                |
| Abdiel               | Marinha Real Britânica                                            | Abdiel              | minelayer                               | 2,650     | 15 de abril de 1941      | Afundado em 10 de setembro de 1943                                                                                           |
| Abelia               | Marinha Real Britânica                                            | Flower              | corveta                                 | 925       | 3 de fevereiro de 1941   | Desmantelado em 1966 |
| Abercrombie          | Marinha Real Britânica                                            | Roberts             | monitor                                 | 8,536     | 5 de maio de 1943        | Desmantelado em 1954 |
| Abercrombie          | Marinha dos Estados Unidos                                        | Butler              | contratorpedeiro de escolta             | 1,350     | 1 de maio de 1944        | Descomissionado em 1946, afundado como alvo em 1968                                                                          |
| Abner Read           | Marinha dos Estados Unidos                                        | Fletcher            | contratorpedeiro                        | 2,050     | 5 de fevereiro de 1943   | Afundado em 1 de novembro de 1944                                                                                            |
| Abukuma              | Marinha Imperial Japonesa                                         | Nagara              | cruzador rápido                         | 5,088     | 26 de maio de 1925       | Afundado em 26 de outubro de 1944                                                                                            |
| Acasta               | Marinha Real Britânica                                            | A                   | contratorpedeiro                        | 1,350     | 11 de fevereiro de 1930  | Afundado em 8 de junho de 1940                                                                                               |
| Acavus               | Marinha Real Britânica                                            | Rapana              | porta-aviões mercante                   | 8,010     | outubro de 1943          | Retornou ao serviço mercantil no pós-guerra                                                                                  |
| Achates              | Marinha Real Britânica                                            | A                   | contratorpedeiro                        | 1,350     | 27 de março de 1930      | Afundado em 31 de dezembro de 1942                                                                                           |
| Acheron              | Marinha Real Britânica                                            | A                   | contratorpedeiro                        | 1,350     | 13 de outubro de 1931    | Afundado em 17 de dezembro de 1940                                                                                           |
| Achilles             | Marinha Real Britânica · Marinha Real da Nova Zelândia            | Leander             | cruzador rápido                         | 7,270     | 6 de outubro de 1933     | Vendido para a Índia em 1948                                                                                                 |
| Aconit               | Marinha Nacional Francesa                                         | Flower              | corveta                                 | 925       | 23 de julho de 1941      | Retornou à Marinha Real Britânica em 30 de abril de 1947 e foi vendido em julho de 1947                                      |
| Acree                | Marinha dos Estados Unidos                                        | Cannon              | contratorpedeiro de escolta             | 1,240     | 19 de julho de 1943      | Descomissionado em 1946, desmantelado em 1973                                                                                |
| Action               | Marinha dos Estados Unidos                                        | Flower              | corveta                                 | 1,015     | 22 de novembro de 1942   | 6 de setembro de 1945 |
| Active               | Marinha Real Britânica                                            | A                   | contratorpedeiro                        | 1,350     | 9 de fevereiro de 1930   | Desmantelado em 1947 |
| Adams                | Marinha dos Estados Unidos                                        | Smith               | contratorpedeiro minelayer              | 2,200     | 10 de outubro de 1944    | Descomissionado em 1947, desmantelado em 1971                                                                                |
| Adelaide             | Marinha Real Australiana                                          | Birmingham          | cruzador rápido                         | 5,550     | 5 de agosto de 1922      | Desmantelado em 1949 |
| Admiral Graf Spee    | Kriegsmarine                                                      | Deutschland         | cruzador                                | 12,103    | 6 de janeiro de 1936     | Afundado intencionalmente em 17 de dezembro de 1939                                                                          |
| Admiral Hipper       | Kriegsmarine                                                      | Admiral Hipper      | cruzador pesado                         | 14,000    | 25 de abril de 1939      | Afundado intencionalmente em 2 de maio de 1945                                                                               |
| Admiral Scheer       | Kriegsmarine                                                      | Deutschland         | cruzador                                | 12,100    | 12 de novembro de 1934   | Afundado em 9 de abril de 1945                                                                                               |
| Admiralty Islands    | Marinha dos Estados Unidos                                        | Casablanca          | porta-aviões de escolta                 | 7,800     | 13 de junho de 1944      | Desmantelado em 1947 |
| Adrias               | Marinha Helênica                                                  | Hunt                | contratorpedeiro de escolta             | 1,050     | 5 de agosto de 1942      | Danificado por mina em 22 de outubro de 1943, desmantelado em 1945                                                           |
| Adventure            | Marinha Real Britânica                                            |                     | cruzador minelayer                      | 6,850     | 4 de novembro de 1916    | Desmantelado em 1947 |
| Adula                | Marinha Real Britânica                                            | Rapana              | porta-aviões mercante                   | 16,000    | fevereiro de 1944        | Retornou ao serviço mercantil no pós-guerra                                                                                  |
| Aetos                | Marinha Helênica                                                  | Wild Beast          | contratorpedeiro                        | 1,030     | 19 de outubro de 1912    | Descomissionado em 1946 |
| Afridi               | Marinha Real Britânica                                            | Tribal              | contratorpedeiro                        | 2,020     | 3 de maio de 1938        | Afundado em 3 de maio de 1940                                                                                                |
| Agano                | Marinha Imperial Japonesa                                         | Agano               | cruzador rápido                         | 6,650     | 31 de outubro de 1942    | Afundado em 15 de fevereiro de 1944                                                                                          |
| Agassiz              | Marinha Real Canadense                                            | Flower              | corveta                                 | 925       | 23 de janeiro de 1941    | Vendido em 14 de junho de 1945 como sucata                                                                                   |
| Agra                 | Marinha Real Indiana                                              | Basset              | caça-minas                              |           |                          | |
| Ahmedabad            | Marinha Real Indiana                                              | Basset              | caça-minas                              |           |                          | |
| Ahrens               | Marinha dos Estados Unidos                                        | Buckley             | contratorpedeiro de escolta             | 1,400     | 12 de fevereiro de 1944  | Descomissionado em 1946, desmantelado em 1967                                                                                |
| Airedale             | Marinha Real Britânica                                            | Hunt                | contratorpedeiro de escolta             | 1,050     |                          | Afundado em de junho de 1942                                                                                                 |
| Ajax                 | Marinha Real Britânica                                            | Leander             | cruzador rápido                         | 7,220     | 3 de junho de 1935       | Desmantelado em 1949 |
| Akagi                | Marinha Imperial Japonesa                                         | Amagi               | porta-aviões                            | 36,500    | 27 de março de 1927      | Afundado em 5 de junho de 1942                                                                                               |
| Akatsuki             | Marinha Imperial Japonesa                                         | Fubuki              | contratorpedeiro                        | 2,050     | 30 de novembro de 1932   | Afundado em 13 de novembro de 1942                                                                                           |
| Akishimo             | Marinha Imperial Japonesa                                         | Yūgumo              | contratorpedeiro                        | 2,560     | 11 de março de 1944      | Afundado em 14 de novembro de 1944                                                                                           |
| Akizuki              | Marinha Imperial Japonesa                                         | Akizuki             | contratorpedeiro                        | 2,700     | 11 de junho de 1942      | Afundado em 25 de outubro de 1944                                                                                            |
| Alabama              | Marinha dos Estados Unidos                                        | South Dakota        | dreadnought                             | 35,000    | 16 de agosto de 1942     | Descomissionado em 9 de janeiro de 1947, se tornou navio-museu em 11 de junho de 1964                                        |
| Alacrity             | Marinha dos Estados Unidos                                        | Flower              | corveta                                 | 1,015     | 10 de dezembro de 1942   | 4 de outubro de 1945 |
| Alaska               | Marinha dos Estados Unidos                                        | Alaska              | cruzador de batalha ("grande cruzador") | 27,500    | 17 de junho de 1944      | Desmantelado em 1960 |
| Albatross            | Marinha Real Britânica                                            |                     | porta-hidroaviões                       | 6,350     | 29 de setembro de 1938   | Torpedeado em 1944, irreparável, desmantelado em 1954                                                                        |
| Albatros             | Kriegsmarine                                                      | Barco torpedeiro    |                                         | 1,290     | 5 de maio de 1927        | Encalhado em 10 de abril de 1940                                                                                             |
| Alberico da Barbiano | Marinha Real Italiana                                             | Condotierri         | cruzador rápido                         | 5,200     | 9 de junho de 1931       | Afundado em 13 de dezembro de 1941                                                                                           |
| Alberni              | Marinha Real Canadense                                            | Flower              | corveta                                 | 925       | 4 de fevereiro de 1941   | Afundado em 21 de agosto de 1944 pelo U-480                                                                                  |
| Albert T. Harris     | Marinha dos Estados Unidos                                        | Butler              | contratorpedeiro de escolta             | 1,350     | 29 de novembro de 1944   | Afundado como alvo em 1969                                                                                                   |
| Albert W. Grant      | Marinha dos Estados Unidos                                        | Fletcher            | contratorpedeiro                        | 2,050     | 24 de novembro de 1943   | Descomissionado em 1971, desmantelado em 1972                                                                                |
| Alberto di Giussano  | Marinha Real Italiana                                             | Condottieri         | cruzador rápido                         | 5,200     | 1 de janeiro de 1931     | Afundado em 13 de dezembro de 1941                                                                                           |
| Albrighton           | Marinha Real Britânica                                            | Hunt                | contratorpedeiro de escolta             | 1,050     | 22 de fevereiro de 1942  | Vendido em 6 de janeiro de 1956                                                                                              |
| Alcantara            | Marinha Real Britânica                                            |                     | cruzador mercante armado                | 22,181    | 1927                     | Desmantelado em 1958 |
| Aldea                | Armada do Chile                                                   | Serrano             | contratorpedeiro                        | 1,090     | 26 de julho de 1929      | Descartado em 1957 |
| Alden                | Marinha dos Estados Unidos                                        | Clemson             | contratorpedeiro                        | 1,250     | 24 de novembro de 1919   | Desmantelado em 30 de novembro de 1945                                                                                       |
| Aldenham             | Marinha Real Britânica                                            | Hunt                | contratorpedeiro de escolta             | 1,050     | 5 de fevereiro de 1942   | Afundado em 14 de dezembro de 1944                                                                                           |
| Alexander J. Luke    | Marinha dos Estados Unidos                                        | Buckley             | contratorpedeiro de escolta             | 1,400     | 19 de fevereiro de 1944  | Descomissionado em 1947, afundado como alvo em 1970                                                                          |
| Alexia               | Marinha Real Britânica                                            | Rapana              | porta-aviões mercante                   | 8,010     | 1 de dezembro de 1943    | Retornou ao serviço mercantil no pós-guerra                                                                                  |
| Alfred A. Cunningham | Marinha dos Estados Unidos                                        | Sumner              | contratorpedeiro                        | 2,200     | 23 de novembro de 1944   | Descomissionado em 1971, afundado como alvo em 1979                                                                          |
| Alger                | Marinha dos Estados Unidos · Marinha do Brasil                    | Cannon              | contratorpedeiro de escolta             | 1,240     | 12 de novembro de 1943   | Transferido para o Brasil em 10 de março de 1945 comissionado como Babitonga, desmantelado em 1964                           |
| Algérie              | Marinha Nacional Francesa                                         |                     | cruzador pesado                         | 10,000    | 15 de setembro de 1934   | Afundado intencionalmente em 27 de novembro de 1942                                                                          |
| Algérien             | Forças Navais Francesas Livres                                    | Cannon              | contratorpedeiro de escolta             | 1,240     | 23 de janeiro de 1944    | Transferido para a França depois da guerra, desmantelado em de novembro de 1965                                              |
| Algoma               | Marinha Real Canadense                                            | Flower              | corveta                                 | 925       | 11 de julho de 1941      | Vendido em 6 de julho de 1945                                                                                                |
| Algonquin            | Marinha Real Canadense                                            | V                   | contratorpedeiro                        | 2,700     | 28 de fevereiro de 1944  | Vendido em 1 de abril de 1970                                                                                                |
| Alisma               | Marinha Real Britânica                                            | Flower              | corveta                                 | 925       | 13 de fevereiro de 1941  | [ 11 ] |
| Allen M. Sumner      | Marinha dos Estados Unidos                                        | Sumner              | contratorpedeiro                        | 2,200     | 26 de janeiro de 1944    | Desmantelado em 1974 |
| Almirante Brown      | Armada Argentina                                                  | Veinticinco de Mayo | cruzador pesado                         | 6,800     | 18 de julho de 1931      | Desmantelado em 1962 |
| Almirante Condell    | Armada do Chile                                                   | Almirante Lynch     | contratorpedeiro                        | 1,430     | janeiro de 1914          | Descomissionado em 1945 |
| Almirante Latorre    | Armada do Chile                                                   | Almirante Latorre   | super dreadnought                       | 28,550    | 1 de agosto de 1920      | Desmantelado em 1959 |
| Almirante Lynch      | Armada do Chile                                                   | Almirante Lynch     | contratorpedeiro                        | 1,430     | 1913                     | Descomissionado em 1945 |
| Altamaha             | Marinha dos Estados Unidos                                        | Bogue               | porta-aviões de escolta                 | 7,900     | 15 de setembro de 1942   | Desmantelado em 1946 |
| Alvin C. Cockrell    | Marinha dos Estados Unidos                                        | Butler              | contratorpedeiro de escolta             | 1,350     | 7 de outubro de 1944     | Afundado como alvo em 1969                                                                                                   |
| Alysse               | Marinha Nacional Francesa                                         | Flower              | corveta                                 | 925       | 17 de junho de 1941      | 9 de fevereiro de 1942 |
| Amagi                | Marinha Imperial Japonesa                                         | Unryū               | porta-aviões                            | 17,150    | 10 de agosto de 1944     | Afundado em 27 de julho de 1945                                                                                              |
| Amaranthus           | Marinha Real Britânica                                            | Flower              | corveta                                 | 925       | 12 de fevereiro de 1941  | |
| Amastra              | Marinha Real Britânica                                            | Rapana              | porta-aviões mercante                   | 16,000    | 1 de setembro de 1943    | |
| Amazon               | Marinha Real Britânica                                            | protótipo           | contratorpedeiro                        | 1,350     | 5 de maio de 1927        | Desmantelado em 25 de outubro de 1948                                                                                        |
| Ambuscade            | Marinha Real Britânica                                            | protótipo           | contratorpedeiro                        | 1,173     | 15 de março de 1927      | Desmantelado em 1946 |
| Ameer                | Marinha Real Britânica                                            | Ruler               | porta-aviões de escolta                 | 11,400    | 20 de julho de 1943      | Vendido em 20 de março de 1946, desmantelado em 1969                                                                         |
| Amesbury             | Marinha dos Estados Unidos                                        | Buckley             | contratorpedeiro de escolta             | 1,400     | 31 de agosto de 1943     | Vendido como sucata, afundou sendo rebocado em 1962                                                                          |
| Amethyst             | Marinha Real Britânica                                            | Black Swan          | Sloop                                   | 1,350     | 2 de novembro de 1943    | Desmantelado em 19 de janeiro de 1957                                                                                        |
| Amherst              | Marinha Real Canadense                                            | Flower              | corveta                                 | 925       | 5 de agosto de 1941      | Vendido em 16 de julho de 1945                                                                                               |
| Amick                | Marinha dos Estados Unidos                                        | Cannon              | contratorpedeiro de escolta             | 1,240     | 26 de julho de 1943      | Transferido para o Japão em 1955, Filipinas em 1976 e desmantelado em 1989                                                   |
| Amiral Murgescu      | Forças Navais da Romênia · Frota Naval Militar da União Soviética | Amiral Murgescu     | minelayer                               | 812       | 14 de junho de 1939      | To Romania 1939, to Soviet Union 1944, desmantelado em 1989                                                                  |
| Ammen                | Marinha dos Estados Unidos                                        | Fletcher            | contratorpedeiro                        | 2,050     | 12 de março de 1943      | Desmantelado em 1960 |
| Amritsar             | Marinha Real Indiana                                              | Basset              | caça-minas                              | 529       |                          | |
| Amsterdam            | Marinha dos Estados Unidos                                        | Cleveland           | cruzador rápido                         | 11,800    | 8 de janeiro de 1945     | Desmantelado em 1971 |
| Anacapa              | Marinha dos Estados Unidos                                        |                     | navio-Q                                 | 7,500     | 31 de agosto de 1942     | 21 de março de 1946 |
| Anchusa              | Marinha Real Britânica                                            | Flower              | corveta                                 | 925       | 1 de março de 1941       | |
| Ancylus              | Marinha Real Britânica                                            | Rapana              | porta-aviões mercante                   | 16,000    | outubro de 1943          | |
| Andenes              | Defesa Marítima Norueguesa                                        | Flower              | corveta                                 | 925       | 1 de outubro de 1941     | |
| Anderson             | Marinha dos Estados Unidos                                        | Sims                | contratorpedeiro                        | 1,570     | 19 de maio de 1939       | Afundado em teste de bomba nuclear na Operação Crossroads no Atol de Bikini em 1 de julho de 1946                            |
| Andrea Doria         | Marinha Real Italiana                                             | Andrea Dorea        | encouraçado                             | 25,920    | 13 de março de 1916      | Desmantelado em 1956 |
| Andres               | Marinha dos Estados Unidos                                        | Evarts              | contratorpedeiro de escolta             | 1,140     | 15 de março de 1943      | Desmantelado em 1946 |
| Anemone              | Marinha Real Britânica                                            | Flower              | corveta                                 | 925       | 12 de agosto de 1940     | [ 12 ] |
| Annan                | Marinha Real Canadense                                            | River               | fragata                                 | 1,445     | 13 de janeiro de 1944    | Vendido em 20 de junho de 1945                                                                                               |
| Annapolis            | Marinha Real Canadense                                            | Town                | contratorpedeiro                        | 1,190     | 24 de setembro de 1940   | Vendido emf 4 de junho de 1945                                                                                               |
| Anson                | Marinha Real Britânica                                            | King George V       | encouraçado                             | 35,000    | 22 de junho de 1942      | Desmantelado em 1957 |
| Antelope             | Marinha Real Britânica                                            | A                   | contratorpedeiro                        | 1,350     | 20 de março de 1930      | Desmantelado em 1946 |
| Anthony (H40)        | Marinha Real Britânica                                            | A                   | contratorpedeiro                        | 1,350     | 14 de fevereiro de 1930  | Desmantelado em 1948 |
| Anthony (DD-515)     | Marinha dos Estados Unidos                                        | Fletcher            | contratorpedeiro                        | 2,050     | 26 de fevereiro de 1943  | Transferido para Alemanha Ocidental em 1958, afundado como alvo em 1979                                                      |
| Antietam             | Marinha dos Estados Unidos                                        | Essex               | porta-aviões                            | 30,800    | 28 de janeiro de 1945    | Descomissionado em 8 de maio de 1963, desmantelado em 1974                                                                   |
| Antigonish           | Marinha Real Canadense                                            | River               | fragata                                 | 1,445     | 4 de julho de 1944       | Vendido em 30 de novembro de 1966                                                                                            |
| Antiquois            | Armada Nacional da Colômbia                                       | Guadiana            | contratorpedeiro                        | 1,219     |                          | Comissionado como Douro em Portugal                                                                                          |
| Antoine              | Marinha Real Britânica                                            |                     | navio-Q                                 | 1,030     |                          | Vendido em de março de 1941                                                                                                  |
| Aoba                 | Marinha Imperial Japonesa                                         | Aoba                | cruzador pesado                         | 5,088     | 20 de setembro de 1927   | Afundado em 28 de julho de 1945                                                                                              |
| Apollo               | Marinha Real Britânica                                            | Abdiel              | minelayer                               | 2,650     | 9 de outubro de 1943     | Desmantelado em 1962 |
| Aquila               | Marinha Real Italiana                                             |                     | porta-aviões                            | 23,500    | não completo             | Desmantelado em 1952 |
| Arabis (K73)         | Marinha Real Britânica · Marinha dos Estados Unidos               | Flower              | corveta                                 | 925       | 5 de abril de 1940       | Transferido para os Estados Unidos em 30 de abril de 1942 e em 26 de agosto de 1945, para o Reino Unido                      |
| Arabis (K385)        | Marinha Real da Nova Zelândia                                     | Flower              | corveta                                 | 1,015     | 16 de março de 1944      | Vendido em 1948 |
| Äran                 | Marinha Sueca                                                     | Äran                | defesa costeira                         | 3,650     | 7 de setembro de 1902    | Vendido em 16 de junho de 1947, desmantelado em 1961                                                                         |
| Arashi               | Marinha Imperial Japonesa                                         | Kagerō              | Contratorpedeiro                        | 2,530     | 25 de novembro de 1940   | Afundado em 7 de agosto de 1943                                                                                              |
| Arbiter              | Marinha Real Britânica                                            | Ruler               | porta-aviões de escolta                 | 7,800     | 31 de dezembro de 1943   | Vendido em 12 de abril de 1946, desmantelado em 1972                                                                         |
| Arbutus (K86)        | Marinha Real Britânica                                            | Flower              | corveta                                 | 925       | 12 de outubro de 1940    | Afundado em on 5 de fevereiro de 1942 pelo U-136                                                                             |
| Arbutus (K403)       | Marinha Real da Nova Zelândia                                     | Flower              | corveta                                 | 1,015     | 5 de julho de 1944       | Vendido em 1948 |
| Archer               | Marinha Real Britânica                                            | Avenger             | porta-aviões de escolta                 | 8,200     | 17 de novembro de 1941   | Vendido em 6 de novembro de 1943, Desmantelado em 1962                                                                       |
| Arcona               | Kriegsmarine                                                      |                     | Bateria antiaérea flutuante             | 2,657     | 18 de maio de 1901       | Desmantelado em 1948/1949 |
| Ardent               | Marinha Real Britânica                                            | A                   | contratorpedeiro                        | 1,350     | 14 de abril de 1930      | Afundado em 8 de junho de 1940                                                                                               |
| Argus                | Marinha Real Britânica                                            |                     | porta-aviões                            | 14,860    | setembro de 1918         | Desmantelado em 1946 |
| Ariadne              | Marinha Real Britânica                                            | Abdiel              | minelayer                               | 2,650     | 12 de fevereiro de 1944  | Desmantelado em 1965 |
| Ariguani             | Marinha Real Britânica                                            |                     | navio catapulta de caça                 |           |                          | |
| Arizona              | Marinha dos Estados Unidos                                        | Pennsylvania        | super dreadnought                       | 32,600    | 17 de outubro de 1916    | Afundado em 7 de dezembro de 1941, atualmente é um memorial de guerra                                                        |
| Arkansas             | Marinha dos Estados Unidos                                        | Wyoming             | encouraçado                             | 26,100    | 17 de setembro de 1912   | Afundado em 25 de julho de 1946 in A-bomb test                                                                               |
| Ark Royal            | Marinha Real Britânica                                            |                     | porta-aviões                            | 22,000    | 16 de dezembro de 1938   | Afundado em 14 de novembro de 1941                                                                                           |
| Armada               | Marinha Real Britânica                                            | Battle              | contratorpedeiro                        | 2,325     | 2 de julho de 1945       | Vendido em 1960, desmantelado em 1965                                                                                        |
| Armando Diaz         | Marinha Real Italiana                                             | Condotierri         | cruzador rápido                         | 5,316     | 29 de abril de 1933      | Afundado em 25 de fevereiro de 1941                                                                                          |
| Armeria              | Marinha Real Britânica                                            | Flower              | corveta                                 | 925       | 28 de março de 1941      | |
| Arrow                | Marinha Real Britânica                                            | A                   | contratorpedeiro                        | 1,350     | 14 de abril de 1930      | Irreparavelmente danificado em 1944                                                                                          |
| Arrowhead            | Marinha Real Britânica · Marinha Real Canadense                   | Flower              | corveta                                 | 925       | 22 de novembro de 1940   | Transferido para o Canadá 15 de maio de 1941, vendido em 27 de junho de 1945                                                 |
| Arteveld             | Componente Marinho do Exército Belga                              | barco de patrulha   |                                         | 1,640     |                          | Comissionado como Lorelei na Alemanha                                                                                        |
| Artigliere           | Marinha Real Italiana                                             | Soldati             | contratorpedeiro                        | 2,590     | 4 de novembro de 1938    | Afundado em 12 de outubro de 1940                                                                                            |
| Arunta               | Marinha Real Australiana                                          | Tribal              | contratorpedeiro                        | 2,020     | 30 de março de 1942      | Desmantelado em 1968 |
| Arvida               | Marinha Real Canadense                                            | Flower              | corveta                                 | 925       | 22 de maio de 1941       | Vendido em 14 de junho de 1945                                                                                               |
| Asbestos             | Marinha Real Canadense                                            | Flower              | corveta                                 | 1,015     | 16 de junho de 1944      | 8 de julho de 1945 |
| Ashanti              | Marinha Real Britânica                                            | Tribal              | contratorpedeiro                        | 2,020     | 21 de dezembro de 1938   | Desmantelado em 1949 |
| Ashigara             | Marinha Imperial Japonesa                                         | Myōkō               | cruzador pesado                         | 13,300    | 20 de agosto de 1929     | Afundado em 8 de junho de 1945                                                                                               |
| Asphodel             | Marinha Real Britânica                                            | Flower              | corveta                                 | 925       | 11 de setembro de 1940   | Afundado em 10 de março de 1944 pelo U-575                                                                                   |
| Assam                | Marinha Real Indiana                                              | Flower              | corveta                                 | 1,015     | 19 de fevereiro de 1945  | Vendido em 1947 como sucata                                                                                                  |
| Assiniboine          | Marinha Real Canadense                                            | C                   | contratorpedeiro                        | 1,390     | 30 de maio de 1932       | Transferido para Marinha Canadense em 19 de outubro de 1939, vendido em 8 de agosto de 1945                                  |
| Aster                | Marinha Real Britânica                                            | Flower              | corveta                                 | 925       | 9 de abril de 1941       | |
| Asterion             | Marinha dos Estados Unidos                                        |                     | navio-Q                                 | 6,610     | março de 1942            | Transferido para a Guarda Costeira em 16 de dezembro de 1943 e convertido em navio meteorológico                             |
| Astoria (CA-34)      | Marinha dos Estados Unidos                                        | New Orleans         | cruzador pesado                         | 9,950     | 28 de abril de 1934      | Afundado em 9 de agosto de 1942 na Batalha da Ilha Savo                                                                      |
| Astoria (CL-90)      | Marinha dos Estados Unidos                                        | Cleveland           | cruzador rápido                         | 11,800    | 17 de maio de 1944       | Desmantelado em 1971 |
| Atago                | Marinha Imperial Japonesa                                         | Takao               | cruzador pesado                         | 14,616    | 30 de março de 1932      | Afundado em 23 de outubro de 1944                                                                                            |
| Athabaskan           | Marinha Real Canadense                                            | Tribal              | contratorpedeiro                        | 2,020     | 3 de fevereiro de 1943   | Afundado em 29 de abril de 1944                                                                                              |
| Atheling             | Marinha Real Britânica                                            | Ruler               | porta-aviões de escolta                 | 7,800     | 28 de outubro de 1943    | Vendido em 6 de dezembro de 1946, desmantelado em 1967                                                                       |
| Atherstone           | Marinha Real Britânica                                            | Hunt                | contratorpedeiro de escolta             | 1,000     | 23 de março de 1940      | Vendido em 23 de setembro de 1945, desmantelado em 1957                                                                      |
| Atherton             | Marinha dos Estados Unidos                                        | Cannon              | contratorpedeiro de escolta             | 1,240     | 29 de agosto de 1943     | Transferido para o Japão em 1955 e Filipinas de 1976                                                                         |
| Atholl               | Marinha Real Canadense                                            | Flower              | corveta                                 | 1,015     | 14 de outubro de 1943    | 17 de julho de 1945 |
| Atik                 | Marinha dos Estados Unidos                                        |                     | navio-Q                                 | 6,610     | 5 de março de 1942       | Afundado em 26 de março de 1942                                                                                              |
| Atlanta (CL-51)      | Marinha dos Estados Unidos                                        | Atlanta             | cruzador rápido                         | 6,000     | 24 de dezembro de 1941   | Afundado intencionalmente após graves danos na Batalha Naval de Guadalcanal pelo USS San Francisco em 13 de novembro de 1942 |
| Atlanta (CL-104)     | Marinha dos Estados Unidos                                        | Cleveland           | cruzador rápido                         | 11,800    | 3 de dezembro de 1944    | Afundado como alvo em 1970                                                                                                   |
| Atlantis             | Kriegsmarine                                                      |                     | cruzador auxiliar                       | 7,862     | 19 de dezembro de 1939   | Afundado em 21 de novembro de 1941                                                                                           |
| Attacker             | Marinha Real Britânica                                            | Attacker            | porta-aviões de escolta                 | 11,400    | 30 de setembro de 1942   | Vendido em 5 de janeiro de 1946, desmantelado em 24 de maio de 1980                                                          |
| Attilio Regolo       | Marinha Real Italiana                                             | Capitani Romani     | cruzador rápido                         | 3,750     | agosto de 1942           | Cedido para a França em 1948                                                                                                 |
| Attu                 | Marinha dos Estados Unidos                                        | Casablanca          | porta-aviões de escolta                 | 7,800     | 30 de junho de 1944      | Desmantelado em 1947 |
| Aubretia             | Marinha Real Britânica                                            | Flower              | corveta                                 | 925       | 23 de dezembro de 1940   | [ 12 ] |
| Augusta              | Marinha dos Estados Unidos                                        | Northampton         | cruzador pesado                         | 9,200     | 30 de janeiro de 1931    | Desmantelado em 1960 |
| Aulick (DD-569)      | Marinha dos Estados Unidos                                        | Fletcher            | contratorpedeiro                        | 2,050     | 27 de outubro de 1942    | Transferido para a Grécia em 1959, desmantelado em 1997                                                                      |
| Ault                 | Marinha dos Estados Unidos                                        | Sumner              | contratorpedeiro                        | 2,200     | 31 de maio de 1944       | Desmantelado em 1974 |
| Auricula             | Marinha Real Britânica                                            | Flower              | corveta                                 | 925       | 5 de março de 1941       | 6 de maio de 1942 |
| Aurora               | Frota Naval Militar da União Soviética                            |                     | cruzador protegido                      | 6,731     | 29 de julho de 1903      | Em 1957 se tornou um navio-museu                                                                                             |
| Austin               | Marinha dos Estados Unidos                                        | Evarts              | contratorpedeiro de escolta             | 1,140     | 13 de fevereiro de 1943  | Desmantelado em 1947 |
| Australia            | Marinha Real Australiana                                          | County              | cruzador pesado                         | 9,850     | 24 de abril de 1928      | Desmantelado em 1955 |
| Avenger              | Marinha Real Britânica                                            | Avenger             | porta-aviões de escolta                 | 8,200     | 2 de março de 1942       | Afundado em 15 de novembro de 1942                                                                                           |
| Avon Vale            | Marinha Real Britânica                                            | Hunt                | contratorpedeiro de escolta             | 1,050     | 17 de fevereiro de 1941  | Desmantelado em 1958 |
| Ayanami              | Marinha Imperial Japonesa                                         | Fubuki              | contratorpedeiro                        | 2,090     | 30 de abril de 1930      | Afundado em 15 de novembro de 1942                                                                                           |
| Aylwin               | Marinha dos Estados Unidos                                        | Farragut            | contratorpedeiro                        | 1,365     | 1 de março de 1935       | Desmantelado em 1947 |
| Azalea               | Marinha Real Britânica                                            | Flower              | corveta                                 | 925       | 27 de janeiro de 1941    | |